# Alchemilla barbatiflora
Alchemilla barbatiflora är en rosväxtart som beskrevs av Sergei Vasilievich Juzepczuk. Alchemilla barbatiflora ingår i släktet daggkåpor, och familjen rosväxter. Inga underarter finns listade i Catalogue of Life.